# 기슈 레인저스
기슈 레인저스(일본어: 紀州レンジャーズ)는 와카야마를 연고지로 하는 일본프로야구 독립리그 간사이 독립 리그의 팀이다. 2009년에 가맹하였다.
최상인, 김진석, 박가람, 허웅, 최지호, 신우승 등이 이 팀에서 선수활동을 했었다.